# Cao Ren
Cao Ren (en chino, 曹仁; 168–6 de mayo de 223, nombre de cortesía Zixiao (子孝)) fue un general de ejército bajo la orden del señor de la guerra Cao Cao durante la tardía dinastía Han oriental de China. Él continuó sirviendo en el estado de Cao Wei – fundada por el hijo de Cao Cao  y su sucesor, Cao Pi – durante el periodo de los Tres Reinos. Él jugó un papel importante en ayudar a Cao Cao en la guerra civil que llevó a la final de la dinastía Han. Fue nombrado como Gran Mariscal (大司馬), cuando Cao Pi ascendió al trono y también fue acreditado para el establecimiento de Wei. Sin embargo, Cao Ren también fue señalado como un mediocre comandante por Zhu Huan, un general de Wei estado rival de Wu del este.

## Primeros años
Cao Ren era el primo segundo más joven de Cao Cao. Su abuelo Cao Bao (曹襃) y padre Cao Chi (曹熾) sirvieron en el gobierno de la dinastía Han oriental. El tenía un hermano menor, Cao Chun. Como su padre murió cuando aún eran jóvenes, Cao Ren y Cao Chun vivieron con otra familia. Ellos heredaron la fortuna de la familia cuando se hizieron mayores. Eran conocidos por ser saludables y tener cientos de sirvientes y dependientes.
Cuando joven, Cao Ren era aficionado a la equitación, tiro con arco y la caza. Cuando el caos se desató en China hacia el final de la dinastía Han, Cao Ren formó una milicia de más de 1.000 hombres y recorrieron la zona cerca de Huai y los ríos Si. Cao Ren y sus seguidores eventualmente se unieron a Cao Cao alrededor del año 190 cuando este levanto un ejército para unirse a la campaña contra Dong Zhuo. Cao Ren tenía el rango de Mayor del comando (別部司馬) al servicio de Cao Cao, pero en realidad actuaba como Coronel  (厲鋒校尉).

## Campañas en China central
A lo largo del año 190, Cao Ren siguió a Cao Cao en diversas campañas contra señores de la guerra rivales en la China central. Él realizó grandes contribuciones en la campaña contra Yuan Shu entre 197 y 199. Cuando Cao Cao invadió la provincia de Xu de 193-194 para atacar la principal provincia de Tao Qian, Cao Ren estaba a cargo de la caballería y dirigió la vanguardia. Derrotó al general de Tao Qian Lü You (呂由) y llevó a sus fuerzas a reunirse con el ejército principal de Cao Cao  en Pengcheng (彭城; hoy en día Xuzhou, Jiangsu), donde lograron una gran victoria sobre las fuerzas de Tao Qian. Más tarde Cao Ren y su caballería derrotaron a los subordinados de Tao Qian en varias batallas en los condados en la Provincia de Xu. Durante el conflicto entre Cao Cao y Lü Bu, Cao Ren atacó al subordinado de Lü Bu,  Liu He (劉何) en Gouyang (勾陽) y capturó al comandante enemigo con vida.
Después de que Cao Cao derrotara a los Rebeldes del Turbante Amarillo, el recibió al Emperador Xian (que se había escapado de las garras de Li Jue y Guo Si) y establecer la nueva capital en Xu (許; hoy en día Xuchang, Henan) en 196. Cao Ren fue designado como Administrador (太守) de la Comandancia Guangyang (廣陽郡) por sus logros. Sin embargo, Cao Ren nunca ejerció como gobernador sobre su jurisdicción debido a Cao Cao apreciaba sus habilidades militares y lo mantuvo a su lado en Xu. Cao Ren todavía estaba a cargo de la caballería, aunque ocupó el cargo de un oficial civil como Consejero (議郎).
Al año siguiente, Cao Ren siguió a Cao Cao en una campaña contra el señor de la guerra Zhang Xiu, y fue autorizado para dirigir una fuerza separada para asaltar los condados alrededor de la base de Zhang Xiu en Wan (宛; o Wancheng, hoy en día el distrito de Wancheng, Nanyang, Henan) y capturó a más de 3.000 civiles. En un principio, Zhang Xiu se rindió a Cao Cao, pero más tarde se rebeló y lanzaron un ataque sorpresa, lo que llevó a la Batalla de Wancheng. Cao Cao fue derrotado y se retiró después de que sus fuerzas lograron repeler los futuros ataques por parte de Zhang Xiu. Sin embargo, en medida que se fueron retirando, Zhang Xiu atacó de nuevo y los hombres de Cao Cao fueron incapaces de dejar atrás al enemigo. La moral del ejército de Cao Cao comenzó a caer, pero Cao Ren ayudó a levantar el espíritu de los soldados alentándolos y dándoles inspiración. Cao Cao estuvo muy impresionado con Cao Ren, y se las arregló para derrotar a Zhang Xiu más tarde en un contraataque.

## Campaña contra Yuan Shao
En el año 200, cuando las fuerzas de Cao Cao y Yuan Shao fueron acorraladas en la Batalla de Guandu, Yuan envío a Liu Bei , con un ejército para apoyar las rebeliones contra Cao Cao en Yinjiang (氵隱疆; al suroeste de la actual Xuchang, Henan), aproximadamente 8.3 km al sur de la capital. Cao Cao se preocupó por tales acontecimientos en los territorios bajo su control, así que envió a Cao Ren para reprimir los levantamientos. Cao Ren observó que los rebeldes se atrevieron a crear problemas porque tenían el apoyo de Liu Bei, pero los hombres bajo Liu eran novatos y sin experiencia, por lo que no fue difícil derrotarlos. Cao Ren dirigió su ataque al jefe rebelde Liu Pi y lo mató en la batalla, posteriormente derrotó a Liu Bei. Yuan Shao intentó cortar la ruta de Cao Cao hacia el oeste y enviando a Han Meng (韓猛) al suroeste. Cao Ren respondido a la amenaza, al derrotar a Han Meng en Jiluo Hill (雞洛山; situado a 50 li al noreste de la actual Xinmi, Henan). Yuan Shao sintió miedo y no se atrevió a enviar a sus tropas. Cao Ren y Shi Huan (史渙) más tarde lideraron una fuerza de ataque a un convoy de transporte de suministros para el campamento de Yuan Shao  y destruyó el suministro de alimentos.
Después de la victoria de Cao Cao en Guandu, Cao Ren continuo con Cao Cao en sus campañas en contra de los herederos de Yuan Shao a principios del siglo III. Durante una batalla cerca de Hu Pass (壺關; hoy en día condado de Huguan, en la provincia de Shanxi), Cao Cao dio órdenes de que todas las tropas enemigas serían enterradas vivas después de que la ciudad cayera. Sin embargo, después de varios días de asedio, las fuerzas de Cao Cao fueron incapaces de capturar la ciudad. Cao Ren, a continuación, dijo Cao Cao, "Cuando tomemos una ciudad, debemos dejar a sus defensores con una opción final de rendirse. Ahora, como y a has dicho que los defensores serían asesinados después de que la ciudad está tomada, todos ellos definitivamente tendrán una resistencia feroz. Además, las fortificaciones de la ciudad son fuertes y los defensores tienen muchos suministros, por lo que nuestras fuerzas podrían sufrir fuertes bajas si atacamos, y seremos detenidos aquí si cambiamos a una posición defensiva. No es una sabia elección, sitiar una ciudad en la que sus defensores están dispuestos a luchar hasta la muerte." Cao Cao recibió el asesoramiento de Cao Ren, y el enemigo se rindió. Después de la campaña, Cao Ren recibió el título de "Marqués en Jefe de la Aldea" (都亭侯) por sus contribuciones.

## Batalla de Jiangling, y campañas en el noroeste de China
En el 208, después de perder a manos de Sun Quan y Liu Bei en la Batalla de los Acantilados Rojos, Cao Cao se retira al norte y deja a  Cao Ren y Xu Huang para defender la estratégica comandancia de Jiangling (江陵郡; en la actualidad, Jingzhou, Hubei) para contrarrestar los avances de las fuerzas de Sun Quan, que fueron conducidas por Zhou Yu. Cao Ren estaba sirviendo como General interino atacando el Sur (征南將軍) en ese entonces. Zhou Yu envió una fuerte vanguardia de varios de miles para desafiar a las fuerzas de Cao Cao en Jiangling. Cao Ren era consciente de que la moral de su ejército era baja, ya que recientemente habían sido derrotados en Red Cliffs, así que le ordenó a su subordinado Niu Jin a llevar 300 soldados voluntarios a la batalla, con la esperanza de que iban a mostrar valentía y así aumentar la moral de sus hombres. Niu Jin y sus hombres fueron amplia mente superados en número y rodeado por el enemigo. Cao Ren Secretario en Jefe (長史), Chen Jiao (陳矯), se volvió pálido cuando vio la situación desde la parte superior de los muros de la ciudad. La experiencia de Cao Ren provocó en el una oleada de furia y coraje, así que él se preparó para entrar a la batalla. Chen Jiao y los demás intentaron disuadirlo de desafiar el peligro, pero Cao Ren los ignoró y junto a decenas de jinetes y cargaron contra las fuerzas enemigas. Cao Ren rescató con éxito a Niu Jin y a sus hombres que sobrevivieron e incluso volvió para salvar a los soldados restantes que aun estaban atrapados dentro de las fuerzas enemigas. Las fuerzas de Sun Quan se retiraron. Cuando Cao Ren volvió, sus subordinados exclamaron: "General, usted es realmente un hombre venido del Cielo!" Las tropas estaban asombradas por la valentía de Cao Ren, y Cao Cao estuvo muy impresionado cuando escuchó acerca del incidente. El título de marqués de Cao Ren fue cambiado a "Marqués del pueblo de Anping" (安平亭侯).
Alrededor del 211, Cao Ren participó en las campañas de Cao Cao en contra de una coalición de señores de la guerra del noroeste dirigida por Ma Chao y Han Sui, que condujo a la Batalla de Tong Pasar. Cao Ren llevó el título de General establecido en el Oeste (安西將軍) y comando la defensa en Tong Pass (潼關; hoy en día Condado de Tongguan, Weinan, Shaanxi) antes de que Cao Cao llegara a la línea del frente.
Cuando Su Bo (蘇伯) y Tian Yin (田銀) se rebelaron en 212, Cao Ren fue nombrado General interino de la Caballería Valiente (驍騎將軍) y dirigió siete ejércitos para atacar a los rebeldes, y los derrotó.

## Batalla de Fancheng
Cao Ren fue reasignado como General interino para atacar el Sur (征南將軍) y ordenó a la guarnición en Fan (樊; también llamado Fancheng, en lo que hoy en día es el Distrito de Fancheng, Xiangfan, Hubei) y resguardar a las fuerzas de Cao Cao en la Provincia de Jing. Después de suprimir la rebelión de Hou Yin (侯音) en Wan (宛; hoy en día el Distrito de Wancheng, Nanyang, Henan) entre finales de 218 y principios de los 219, Cao Ren fue oficialmente nombrado como General para atacar el Sur y continuó su guarnición en Fan.
En el otoño de 219, el general de Liu Bei, Guan Yu, quien estaba a cargo de los territorios de Liu en el sur de la Provincia de Jing, dirigió un ejército del norte para atacar Fan. Cao Cao envió al general Yu Jin para dirigir siete ejércitos a resistir el asedio de Guan Yu, pero los ejércitos fueron destruidos en una inundación cuando el Río Han se desbordó debido a las fuertes lluvias. Yu Jin se rindió a Guan Yu, mientras que su subordinado Pang De serehusó y fue ejecutado por Guan. Cao Ren se quedó con unas miles de tropas para defender Fan. Guan Yu y sus fuerzas navegaron hacia Fan en barcos y sitiaron la fortaleza. Por entonces, Cao Ren y sus tropas habían sido completamente aisladas en el interior de Fan ya que habían perdido todo contacto con el exterior, mientras que sus provisiones se agotaban y no tenían refuerzos a la vista. Cao Ren animó a sus hombres a luchar hasta la muerte, y ellos se inspiraron por sus palabras. Luego, cuando refuerzos dirigidos por Xu Huang arribaron, el nivel del agua había disminuido ligeramente. Mientras Xu Huang estaba atacando a Guan Yu, Cao Ren aprovechó la oportunidad para contraatacar y romper el asedio. Guan Yu no pudo conquistar Fan, así que se retiró.

## Al Servicio bajo Cao Pi
Aunque Cao Ren se comportaba agresivamente y no tenía ningún respeto por las leyes cuando era joven, después de que él creció y se unió a los militares , empezó a seguir las reglas y regulaciones estrictamente y se guio por libro en todo lo que hacía. Una vez, cuando el hijo de Cao Cao, Cao Zhang estaba en una campaña en contra de Wuhuan, su hermano Cao Pi le escribió, "¿Tu no seguirás las reglas y reglamentos de la misma manera que Cao Ren lo hace?"
Cao Cao murió en 220 y fue sucedido por Cao Pi. Más tarde ese año, Cao Pi forzó al Emperador Xian a abdicar el trono para él, dando fin a la dinastía Han, y estableció el estado de Cao Wei. Cao Ren fue nombrado General de Carros y Caballería (車騎將軍) y fue puesto a cargo de los asuntos militares en las provincias de Jing, Yang y Yi. También recibió el título de "Marqués de Chen" (陳侯) y se le fue dado más de 2.000 de los hogares imponibles en su marquesado, haciendo un total de 3.500 hogares.
Cao Ren se trasladó a Wan (宛; hoy en día Distrito de Wancheng, Nanyang, Henan) en el norte de la Provincia de Jing y se guarniciono allí. Más tarde, cuando Sun Quan envío a Chen Shao (陳邵) para atacar a Xiangyang, Cao Pi ordenó a Cao Ren para conducir un ejército a Xiangyang para resistir las fuerzas de Sun Quan. Cao Ren y Xu Huang derrotaron a Chen Shao y sus fuerzas entraron en Xiangyang. Cao Ren dejó al general Gao Qian (高遷) para supervisar el traslado de civiles desde el sur del Río Han hacia el norte. Cao Pi nombró a Cao Ren como General en Jefe (大將軍). Más tarde, Cao Pi ordenó trasladar a Cao Ren a Linying (臨潁) y lo promovió a Gran Mariscal (大司馬). Cao Ren fue puesto a cargo de los ejércitos a lo largo del rio Wu (烏江) y se estrablecio en Hefei. En el año 222, Cao Ren llevó a varias decenas de miles de hombres para atacar a la guarnición de  Sun Quan en Ruxu (濡須; al norte de la actual Condado de Wuwei, Anhui), donde el general defensor, Zhu Huan, tenía sólo 5.000 tropas en el interior de las murallas de la ciudad. Sin embargo, Cao Ren era considerado sólo como un comandante inferior por Zhu Huan y sus colegas, por lo que las fuerzas defensoras pusieron una fierra defensa ante el ataque . Aunque Cao Ren tenía una gran ventaja numérica, la guerra concluyó con Zhu Huan como victorioso – Cao Ren no sólo perdió más de 1.000 hombres, además perdió a dos de sus subordinados, Chang Diao (常雕) y Wang Shuang.

## Muerte
Cao Ren murió el 6 de mayo de 223 a la edad de 56 años (según cálculo de edad del este asiático). se le fue concedido el título póstumo de "Marqués de Zhong" (忠侯), que literalmente significa "marqués leal". Él fue recordado por su valentía y coraje, que le sitúan por encima de Zhang Liao entre todos los generales de Cao Cao.

## Familia
El abuelo de Cao Ren, Cao Bao (曹褒) sirvió como Administrador (太守) de la Comandancia de Yingchuan (潁川郡) en a dinastía Han del este. El padre de Cao Ren, Cao Chi (曹熾) también sirvió como Asistente de palacio (侍中) y Coronel Changshui (長水校尉) en la dinastía Han del este, y adquirió el título póstumo de "Marqués Mu de Chen" (陳穆侯) por Cao Pi. El hermano menor de Cao Ren, Cao Chun también era general bajo las órdenes de Cao Cao.
Los títulos de Cao Ren fueron heredados por su hijo Cao Tai (曹泰), quien sirvió como General de los Guardias de la Who Oriental (鎮東將軍) y más tarde su título demarqués se cambió al título de "Marqués de Ningling" (寗陵侯). Cao Tai fue sucedido por su hijo Cao Chu (曹初). Los otros hijos de Cao Ren (Cao Tai, el menor de los hermanos) Cao Kai (曹楷) y Cao Fan (曹範) también recibieron los títulos de marqués.

## En la cultura popular
Cao Ren es presentado como un personaje jugable en la saga de videojuegos de Koei: Dynasty Warriors y Warriors Orochi.
En el juego de cartas coleccionables Magic: el encuentro , hay una tarjeta llamada "Cao Ren, Comandante de Wei" en el conjunto Portal de los Tres Reinos.